# Anglo-Scottish Cup
Anglo-Scottish Cup var en fotbollsturnering som spelades mellan 1975 och 1981. Den spelades mellan klubbar i England och Skottland under somrarna under andra halvan av 1970-talet. Den bildades 1975 som en fortsättning på Texaco Cup, med liknande upplägg fast med klubbar från England och Skottland istället.
Tävlingens upplägg förblev ganska oförändrat de sex åren som den existerade. Sexton engelska lag tävlade i fyra grupper, vinnaren från varje grupp gick till kvartsfinal. I början var de sexton lagen oftast toppklubbar som inte kvalificerat sig för spel i någon europeisk klubbtävling (lag som gjort det inte fick delta). Lagen mötte varandra en gång, det vinnande laget fick två poäng, vid oavgjort blev det en poäng vardera och de lag som gjorde tre mål eller mer i en match fick en bonuspoäng.
Åtta skotska lag deltog och de spelade en utslagsrond i två matcher där vinnarna gick vidare till kvartsfinal. I kvartsfinalen parades lagen ihop så att de mötte någon från det andra landet och tävlingen fortsatte som en utslagsturnering där varje omgång (även finalen) spelades i två matcher.
Tävlingen gjorde allt för att behålla statusen som en högklassig turnering. Newcastle United uteslöts från tävlingen 1976-77 för att ha spelat den första kvartsfinalsmatchen mot Ayr United med ett för svagt lag. Allt eftersom kom lagen från England från allt lägre divisioner och 1981 drog sig de skotska klubbarna sig ur tävlingen på grund av för dåligt intresse från publiken.
Tävlingen kom att fortsätta under namnet Football League Group Trophy, men då med enbart engelska lag.
Säsongen 1987-88 gjordes ett försök att återuppliva tävlingen under namnet Anglo Scottish Challenge Cup. På grund av dåligt publikintresse i den första matchen mellan Coventry och St.Mirren, lades tävlingen ned utan att den andra matchen spelades.
| Säsong    | Vinnare           | Finalist        | Resultat |
| --------- | ----------------- | --------------- | -------- |
| 1975-1976 | Middlesbrough     | Fulham          | 1-0      |
| 1976-1977 | Nottingham Forest | Orient          | 5-1      |
| 1977-1978 | Bristol City      | St Mirren       | 3-2      |
| 1978-1979 | Burnley           | Oldham Athletic | 4-1      |
| 1979-1980 | St Mirren         | Bristol City    | 5-1      |
| 1980-1981 | Chesterfield      | Notts County    | 2-1      |